# باز كامبل
باز كامبل (بالإنجليزية: Buzz Campbell)‏ هو مغن مؤلف ومغني وعازف قيثارة أمريكي، ولد في 19 يناير 1969 في دالاس في الولايات المتحدة.

## وصلات خارجية
- باز كامبل على موقع ميوزك برينز (الإنجليزية)